# Jacob Read

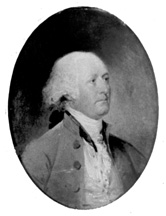
Jacob Read

Jacob Read (* 1752 bei Charleston, Province of South Carolina; † 17. Juli 1816 in Charleston) war ein US-amerikanischer Politiker (Föderalistische Partei), der den Bundesstaat South Carolina im Kontinentalkongress und im US-Senat vertrat.
Jacob Read kam 1752 auf der Hobcaw-Plantage in der Nähe von Charleston zur Welt. Nach seiner Schulbildung studierte er die Rechte und wurde in die Anwaltskammer aufgenommen. Ein Studium in England von 1773 bis 1776 schloss sich an, wobei er in London gemeinsam mit anderen Amerikanern eine Petition gegen die Boston Port Bill aufsetzte, einen der Intolerable Acts, mit dem der Hafen von Boston für den Handel geschlossen wurde.
Nach der Rückkehr nach South Carolina hatte er während des Unabhängigkeitskrieges mehrere militärische und administrative Posten inne. Zwischen 1780 und 1781 befand er sich in britischer Gefangenschaft und wurde in St. Augustine in Florida festgesetzt.
1782 zog Read erstmals ins Repräsentantenhaus von South Carolina ein; im folgenden Jahr gehörte er dem Staatsrat (Privy Council) an. Von 1783 bis 1785 war er Abgeordneter im Kontinentalkongress; später zog er noch einmal in die Parlamentskammer seines Staates ein, deren Speaker er auch war.
Schließlich wurde er 1794 für die Föderalisten in den US-Senat gewählt. Seine Amtszeit begann am 4. März 1795 und endete am 3. März 1801, nachdem er die Wiederwahl verfehlt hatte. Während seiner Zeit im Senat war er 1797 dessen Präsident pro tempore.